# Adam Zeman
Adam Z. J. Zeman  (23 de septiembre de 1957) es un neurólogo clínico inglés especializado en neurociencia cognitiva y neurología conductual y desórdenes neurólogicos del sueño. Es profesor en la Universidad de Exeter, Reino Unido. Sus libros Retrato del cerebro y La consciencia han sido traducidos al español. Es Presidente de la Asociación Británica de Neuropsiquiatría.
Se considera a Zeman uno de los más destacados estudiosos de la conciencia. Investiga en nuevos campos de la neurología como la biopolítica, la neurociencia social y la neuroeconomía en la que el hombre y sus aspectos biológicos tienen rasgos irreductibles a su condición de animal social -cercano al animal político de Aristóteles-.

## Datos académicos
Zeman estudió filosofía y psicología antes de dedicarse a la medicina en la Facultad de Medicina de la Universidad de Oxford. En 1996 se trasladó a Edimburgo donde ha sido profesor e investigador en el Departamento de Neurociencias Clínicas de la Universidad de Edimburgo. Actualmente es profesor de neurología cognitiva y neurología del comportamiento en la Universidad de Exeter.
Sus investigaciones fundamentales tratan sobre la amnesia asociada a la epilepsia, las consecuencias neurológicas y conductuales de las enfermedades neurológicas y los desórdenes visuales.

### Cargos
Zeman ha desempeñado o desempeña los siguientes cargos:
- 2005 - Es Director del Departamento de Neurología cognitiva y conductual en el Peninsula Medical School desde 2005.[5]
- 2007 a 2010 - Presidente de la Asociación Británica de Neuropsiquiatría.
- Es colaborador internacional del Centro de Estudios de la Memoria y la Conducta del INECO (Instituto de Neurología Cognitiva) de Argentina.[8]

### Distinciones
Entre otras Zeman tiene las siguientes distinciones:
- 1995 - Premio Charles Symonds (Charles Symonds Prize) de la Asociación Británica de Neurología.
- 2003 - Royal Society of Medicine/Society of Authors book awards por su libro Consciencia.
- 2003-4 Health Foundation (PPP Foundation) Mid-career Award.
- 2006 - Chichele lecturer and Visiting Fellow, All Soul’s College, Oxford (Trinity Term: abril-junio)

## La mente emerge de la materia
Para Zeman 'somos más que el cerebro' aunque no podemos ser más que lo que nos permite el cerebro ya que lo que denominamos mente emergería de la materia; los fenómenos de la mente tienen, para Zeman, una base fisiológica en el cerebro. Aunque el autor no se sitúa explícitamanete en el emergentismo si que explicita en su discursos algunas de sus ideas, frente al dualismo y al reduccionismo. Para el emergentismo, situado en la órbita de la Teoría de sistemas y la dinámica de sistemas, todo es mayor que la suma de las partes.

### La respuesta de lo que somos está en el cerebro
Para el autor la pregunta ¿qué somos?, hecha por Chaucer, puede ser respondida si llegamos a conocer cómo funciona nuestros cerebro:

...somos lo que somos porque llevamos dentro del cráneo este pasmoso dispositivo biológico que moldea nuestros pensamientos y guía nuestras acciones, hecho de unos cien mil millones de células que establecen entre sí unos cien billones de interconexiones, el sistema más complejo de todos los sistemas hasta ahora descubiertos en el universo. Indudablemente, el cerebro tiene que poseer la clave de la naturaleza humana: comprenderla nos permitirá entender también muchas de las cosas que nos intrigan acerca de nosotros mismos.

Sin embargo existen límites al estudio del cerebro ya que la subjetividad introspectiva de la conciencia que no puede ser estudiado directamente por la observación empírica.

## La amnesia transitoria es una forma de epilepsia
Zeman y su grupo de investigación han realizado numerosos estudios sobre amnesia llegando a la conclusión de que la amnesia transitoria es una forma de epilepsia. Los episodios de amnesia transitoria, que suelen ocurrir al despertar y están asociados con otros problemas de memoria, serían síntoma de cierto tipo de epilepsia.

## Publicaciones de Adam Zeman
Adam Zeman ha publicado libros y numerosos artículos científicos. Muchas de sus publicaciones de Zeman pueden consultarse en Google académico.

### Libros
En inglés
- 2008 - Zeman, A. A Portrait of the Brain, London, Yale University Press.[13]
- 2002 - Zeman, A. Consciousness: a User's Guide Yale, Yale University Press.

En español
- 2008 – Zeman, A. Retrato del cerebro, Barcelona, Ediciones de Intervención cultural – Biblioteca Buridán, ISBN 978-84-92616-33-6.[3]
- 2009 - Zeman, A. La Consciencia, Fondo de Cultura Económica, ISBN 9786071601582.[4]

#### Artículos en revistas
Artículos recientes, en los que Zeman es coautor,
- 2010 - Muhlert, N., Milton, F., Butler, C.R., Kapur, N., Zeman, A.Z.J. Accelerated forgetting of real life events in Transient Epileptic Amnesia. Neuropsychologia, 48, 3235-3244.
- 2010 - Zeman, A.Z.J., Della Sala, S., Torrens, L.A., Gountouna, V.E., McGonigle, D.J., Logie, R.H. Loss of imagery phenomenology with intact visuo-spatial task performance: a case of 'blind imagination'. Neuropsychologia, 48(1), 145-155.
- 2010 - Milton, F., Muhlert, N., Pindus, D., Butler, C.R., Kapur, N., Graham, K.S., Zeman, A.Z.J. Remote memory deficits in transient epileptic amnesia. Brain, 133, 1368-1379.
- 2008 - Butler, C.R., Zeman, A.Z. Recent insights into the impairment of memory in epilepsy: transient epileptic amnesia, accelerated long-term forgetting and remote memory impairment. Brain, 131, 2243-2263.